# Ръката на Нергал
Ръката на Нергал (на английски: The Hand of Nergal) е фентъзи новела, част от цикъла „Конан Варварина“ започната от Робърт Хауърд през 1930-те години, която остава недовършена и непубликувана до смъртта му. Завършена е от Лин Картър, последовател на Хауърд, и публикувана за първи път през 1967 г. в антологията „Conan“ (Lancer, 1967).

## Сюжет
Внимание:  Текстът по-долу разкрива сюжета на произведението (или части от него)!
Древният талисман на тъмната страна – Ръката на Нергал завладява разума на сатрапа на град Яралет, и добрият и справедлив Мунтасем хан става тиран. Принц Тан и магьосникът Аталис от Яралет молят Конан, открил талисмана на светлината – Сърцето на Тамуз да спаси града от злините на жестокия владетел.

## Публикации на български език
- 1991: Ръката на Нергал – в сборника „Конан варваринът“, ИК „Ролис“, София, кн.1 от поредицата „Серия Фантастика“, преводач: Иван Златарски.